# 威爾明頓 (明尼蘇達州)
威爾明頓（英語：Wilmington）是位於美國明尼蘇達州休斯頓縣的一個非建制地區。

## 地理
威爾明頓所處的海拔為高於海平面362米（即1188英呎），而該地所採用的時區為UTC-6，即北美中部時區（CST）。同時該地設有夏令時間，為UTC-6調快一小時，即UTC-5（CDT）。